# Blanco (artiest)
Riccardo Fabbriconi (Brescia, 10 februari 2003), beter bekend als Blanco, is een Italiaanse zanger, bekend door zijn deelname aan het Eurovisiesongfestival 2022.

## 2020-2021: Blu Celeste
Hij debuteerde in september 2021 met het studioalbum Blu celeste, dat nummer 1 werd op de albumhitlijst Federazione Industria Musicale Italiana (FIMI). Van het album behaalden zes singles de top 5 van de Italiaanse single-hitlijst. In juni 2021 bracht de zanger samen met Sfera Ebbasta Mi fai impazzire uit. Dit werd Blanco's grootste hit. De single stond 8 weken op 1, en was goed voor 9 keer platina.

## 2022-heden: San Remo, Eurovision en Innamorato
Blanco won samen met Mahmoud het Festival van San Remo 2022 met het nummer "Brividi". Hiermee verkregen zij het recht om Italië te vertegenwoordigen op het Eurovisiesongfestival 2022 in Turijn. Aangezien Italië deel is van de Big 5-landen en het jaar ervoor won, stonden ze automatisch in de finale die gehouden werd op 14 mei. Uiteindelijk behaalden ze de zesde plaats.
Op 27 januari 2023 kwam L'Isola delle rose uit, de eerst single van zijn tweede studioalbum Innamorato. Hij bracht het nummer live tijdens het Festival van San Remo 2023. Echter had de zanger toen problemen met zijn in-ears, waardoor hij het decor met bloemstukken vernielde.  Het album kwam uiteindelijk uit op 14 april 2023. En behaalde 2x platina in zijn thuisland. 
1956: Franca Raimondi + Tonina Torrielli · 
1957: Nunzio Gallo · 
1958: Domenico Modugno · 
1959: Domenico Modugno · 
1960: Renato Rascel · 
1961: Betty Curtis · 
1962: Claudio Villa · 
1963: Emilio Pericoli · 
1964: Gigliola Cinquetti · 
1965: Bobby Solo · 
1966: Domenico Modugno · 
1967: Claudio Villa · 
1968: Sergio Endrigo · 
1969: Iva Zanicchi · 
1970: Gianni Morandi · 
1971: Massimo Ranieri · 
1972: Nicola di Bari · 
1973: Massimo Ranieri · 
1974: Gigliola Cinquetti · 
1975: Wess & Dori Ghezzi · 
1976: Al Bano & Romina Power · 
1977: Mia Martini · 
1978: Ricchi e Poveri · 
1979: Matia Bazar · 
1980: Alan Sorrenti · 
1983: Riccardo Fogli · 
1984: Alice & Battiato · 
1985: Al Bano & Romina Power · 
1987: Umberto Tozzi & Raf · 
1988: Luca Barbarossa · 
1989: Anna Oxa & Fausto Leali · 
1990: Toto Cutugno · 
1991: Peppino di Capri · 
1992: Mia Martini · 
1993: Enrico Ruggeri · 
1997: Jalisse · 
2011: Raphael Gualazzi · 
2012: Nina Zilli · 
2013: Marco Mengoni · 
2014: Emma Marrone · 
2015: Il Volo · 
2016: Francesca Michielin · 
2017: Francesco Gabbani · 
2018: Ermal Meta & Fabrizio Moro · 
2019: Mahmood · 
2021: Måneskin · 
2022: Mahmood & Blanco · 
2023: Marco Mengoni · 
2024: Angelina Mango · 
2025: Lucio Corsi